# Rogier Blink
Rogier Blink (* 13. Januar 1982 in Groningen) ist ein ehemaliger niederländischer Ruderer. 

## Sportliche Karriere
Blink begann 2000 mit dem Rudersport. 2002 belegte er im Einer den elften Platz bei den U23-Weltmeisterschaften, im Jahr darauf gewann er die Bronzemedaille. 2005 rückte Blink in den niederländischen Achter. Bei den Weltmeisterschaften fuhr der niederländische Achter auf den achten Rang, 2006 belegte der Achter Platz 14. Bei den Weltmeisterschaften 2007 startete Rogier Blink im Vierer mit Steuermann und erreichte den fünften Platz. 2008 kehrte Blink in den niederländischen Achter zurück, nachdem der niederländische Achter in der Weltcup-Saison 2008 nur das B-Finale erreicht hatte, konnte sich die Crew bei den Olympischen Spielen in Peking steigern und belegte den vierten Platz. Nach einem Jahr Pause belegte Blink mit dem Achter sowohl bei den Europameisterschaften 2010 als auch bei den Weltmeisterschaften 2010 den vierten Platz. 2011 ruderte Blink im Zweier ohne Steuermann, bei den Weltmeisterschaften 2011 belegte er zusammen mit Nanne Sluis den achten Platz. 
2012 belegte Blink mit dem niederländischen Achter den fünften Platz bei den Olympischen Spielen. Zum Ausklang der Olympiasaison siegte Blink bei den Europameisterschaften mit Mitchel Steenman im Zweier ohne Steuermann. Im Jahr darauf gewannen die beiden die Bronzemedaille bei den Europameisterschaften und bei den Weltmeisterschaften. Nach der Silbermedaille bei den Europameisterschaften 2014 verpassten die beiden Niederländer bei den Weltmeisterschaften 2014 in Amsterdam erstmals nach zwei Jahren wieder ein A-Finale und ruderten nur auf den zehnten Platz. Danach beendete Rogier Blink seine sportliche Laufbahn.